# Allison T56
L'Allison T56 (501-D nella versione per applicazioni civili) è un motore aeronautico turboelica sviluppato negli Stati Uniti dalla Allison Engine Company nei primi anni cinquanta per equipaggiare l'aereo da trasporto Lockheed C-130 Hercules. Il motore è oggi prodotto dalla Rolls-Royce che, nel 1995, acquisì la Allison.
Prodotto, dal 1954, in più di 18.000 esemplari, è utilizzato in circa 70 paesi nel mondo ed ha accumulato in totale più di 200 milioni di ore di volo.

## Storia

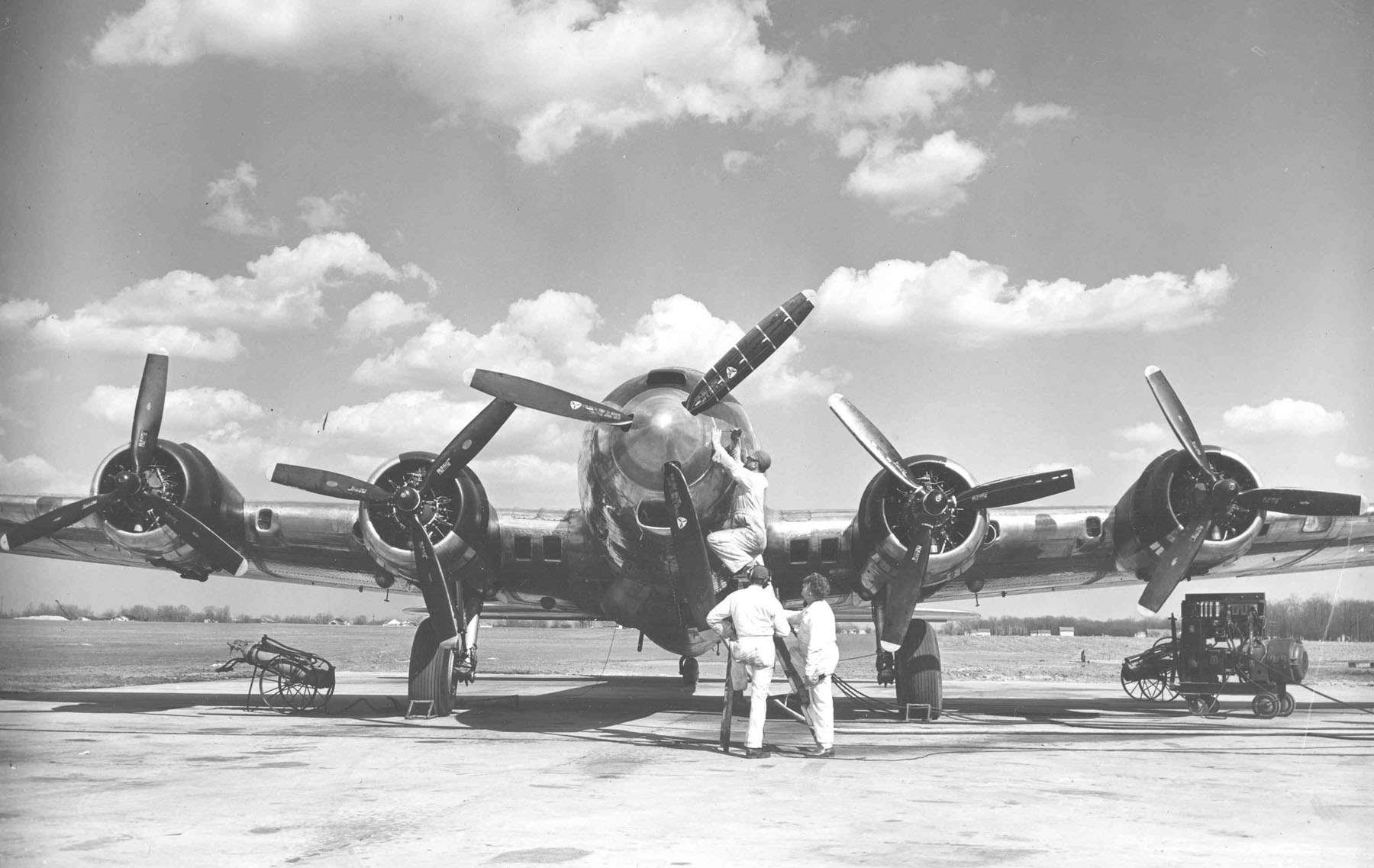
Un B-17 modificato come banco prova volante usato per i primi test del T56.

Sulla base del precedente T38, la Allison, verso la fine degli anni quaranta, propose il T40, un motore costituito da due T38 tra loro collegati da scatole ad ingranaggi. L'elevata complessità del sistema unito allo scarso interesse commerciale, spinse però la Allison ad abbandonarne lo sviluppo in favore di un nuovo motore, il T56.
Questo nuovo modello fu provato in volo per la prima volta nel febbraio del 1954 montato sul muso di un B-17. Originariamente sviluppato per il Lockheed C-130 Hercules, il T56 fu poi installato sul P-3 e sull'E-2 e, nella versione civile, sul Lockheed Electra ed il Convair CV-580. Una versione derivata (la 501-K) è usata come unità per la generazione di corrente elettrica a bordo di alcuni Cacciatorpediniere della Marina degli Stati Uniti.

## Tecnica

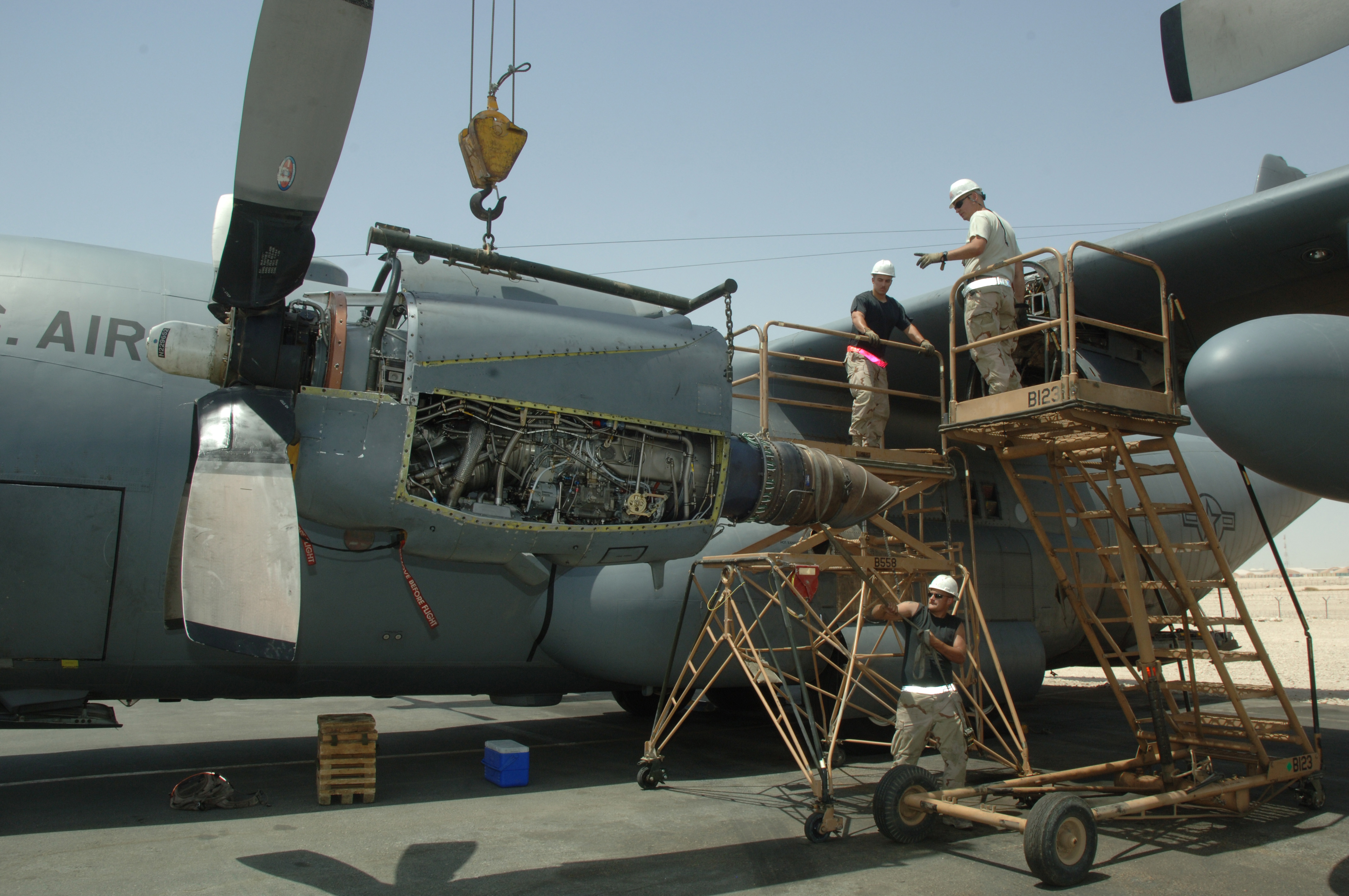
Sostituzione di un Allison T56 a bordo di un Hercules C-130.

Il T56 è un turboelica costituito da un compressore assiale a 14 stadi mossi da un albero collegato ad una turbina a quattro stadi. La camera di combustione è di tipo tubo-anulare con 6 tubi di fiamma.

### Accoppiamento elica/motore
Nel T56 l'elica è accoppiata tramite un gruppo riduttore ad ingranaggi direttamente all'albero principale. Questa soluzione, a differenza di quella a "turbina libera" in cui la turbina che muove l'elica è svincolata dall'albero che muove il compressore, consente una risposta più rapida alle variazioni di potenza richieste dal pilota, specialmente durante la manovra di riattaccata.
Le eliche installate sui T56 sono del tipo a giri costanti, dove un apposito regolatore varia il passo dell'elica per mantenere la sua velocità di rotazione fissa a 1010 rpm, che corrispondono ad una velocità di rotazione di 13820 giri al minuto per il compressore e la turbina.
In caso di avaria del motore (o esaurimento del carburante), un'elica a giri costanti manterrà la sua velocità di rotazione, ma per farlo, assorbirà energia dalla corrente d'aria che l'attraversa opponendo una forza (resistenza). In un motore a turbina libera, l'elica si trova svincolata meccanicamente dal gruppo compressore ed opporrà, di conseguenza, una resistenza limitata mentre in un motore ad accoppiamento diretto l'elica assorbirà dalla corrente anche la notevole energia necessaria a muovere il compressore, risultando in un istantaneo quanto brusco aumento di resistenza.
Se il motore in avaria è abbastanza distante dall'asse verticale del velivolo e la resistenza non viene opportunamente contrastata, si può generare un movimento di imbardata tale da danneggiare le superfici dell'aeromobile. Per ovviare a questo problema, la Allison introdusse (già con il T38) nel gruppo riduzione ad ingranaggi un sistema meccanico di "sganciamento" dell'elica dall'albero motore che si attivava nel momento in cui veniva avvertita dal sistema una coppia "negativa". In seguito all'eventuale sganciamento l'elica continuava a ruotare a 1010 giri al minuto, ma comunque offrendo solo una modesta resistenza.

### NTS
Questo sistema però, non era esente da controindicazioni. Nel 1952, un Convair 240 equipaggiato con motori T38, si trovò a volare in una turbolenza. Le forti raffiche di vento portarono ad una momentanea spinta negativa che portò al disaccoppiamento delle eliche da entrambi i motori, con la conseguenza di un atterraggio forzato dopo un volo librato. Prendendo spunto dalla Pratt & Whitney che nel frattempo aveva provato con successo sul suo turboelica T-34 un sistema (chiamato Negative Torque System, NTS) che, in caso di malfunzionamento del motore, variava il passo dell'elica impedendole di trasmettere una eccessiva coppia negativa, la Allison sviluppò anche lei un analogo sistema mantenendo (di riserva) la possibilità di disaccoppiare l'elica in caso di coppia negativa eccessiva.

## Versioni

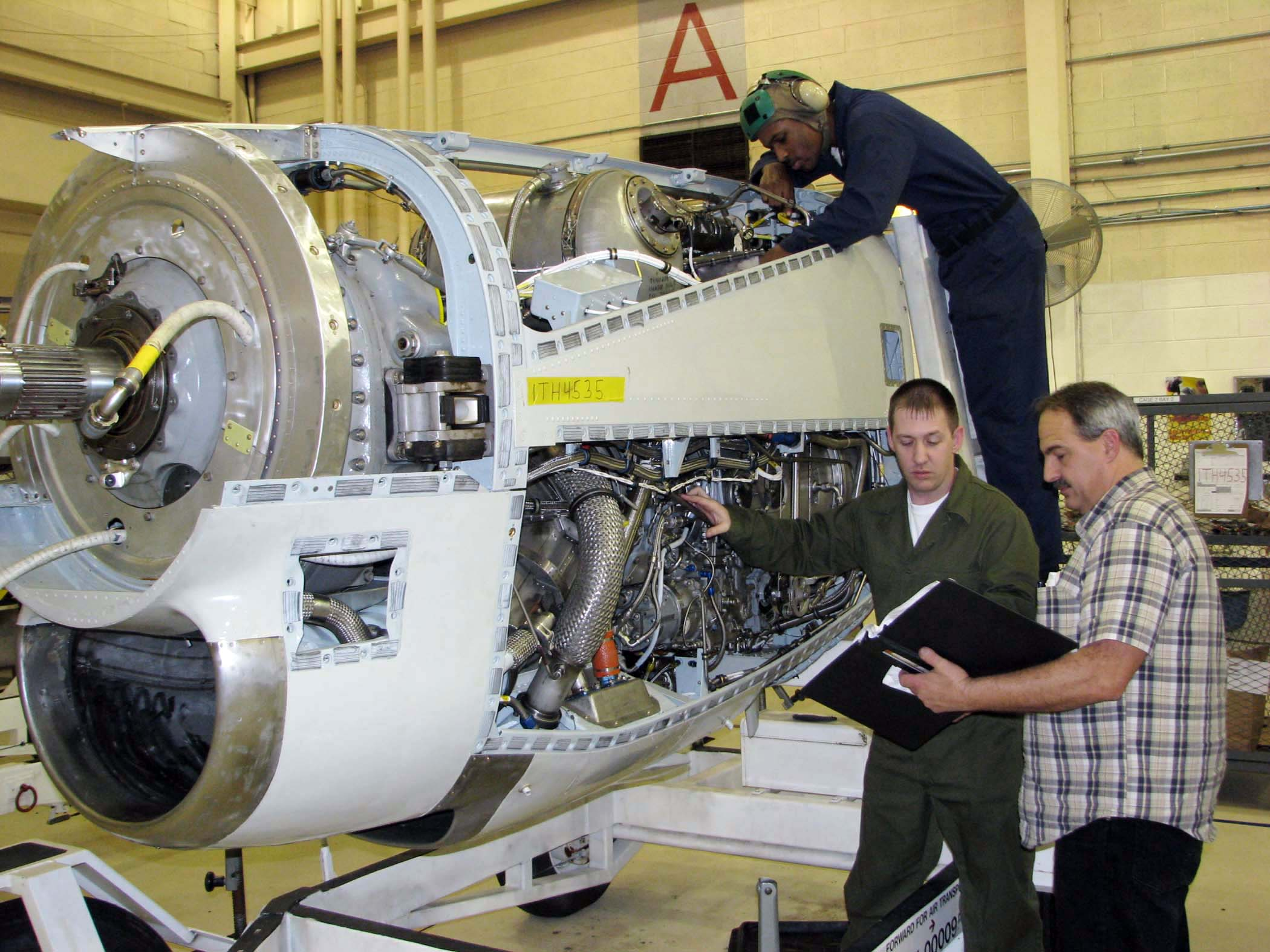
Operazioni di manutenzione su un T56-A-16.

### Civili
Serie I
501-D13,A, D, H
Serie II
501-D22
501-D36A (non certificata)
Serie III
501-D22A, C, G

### Militari
Serie I
T56-A-9D, E
Serie II
T56-A-7A, B
T56-A-10WA
Serie III
T56-A-14, LFE
T56-A-15, LFE, GFE
T56-A-16
T56-A-425

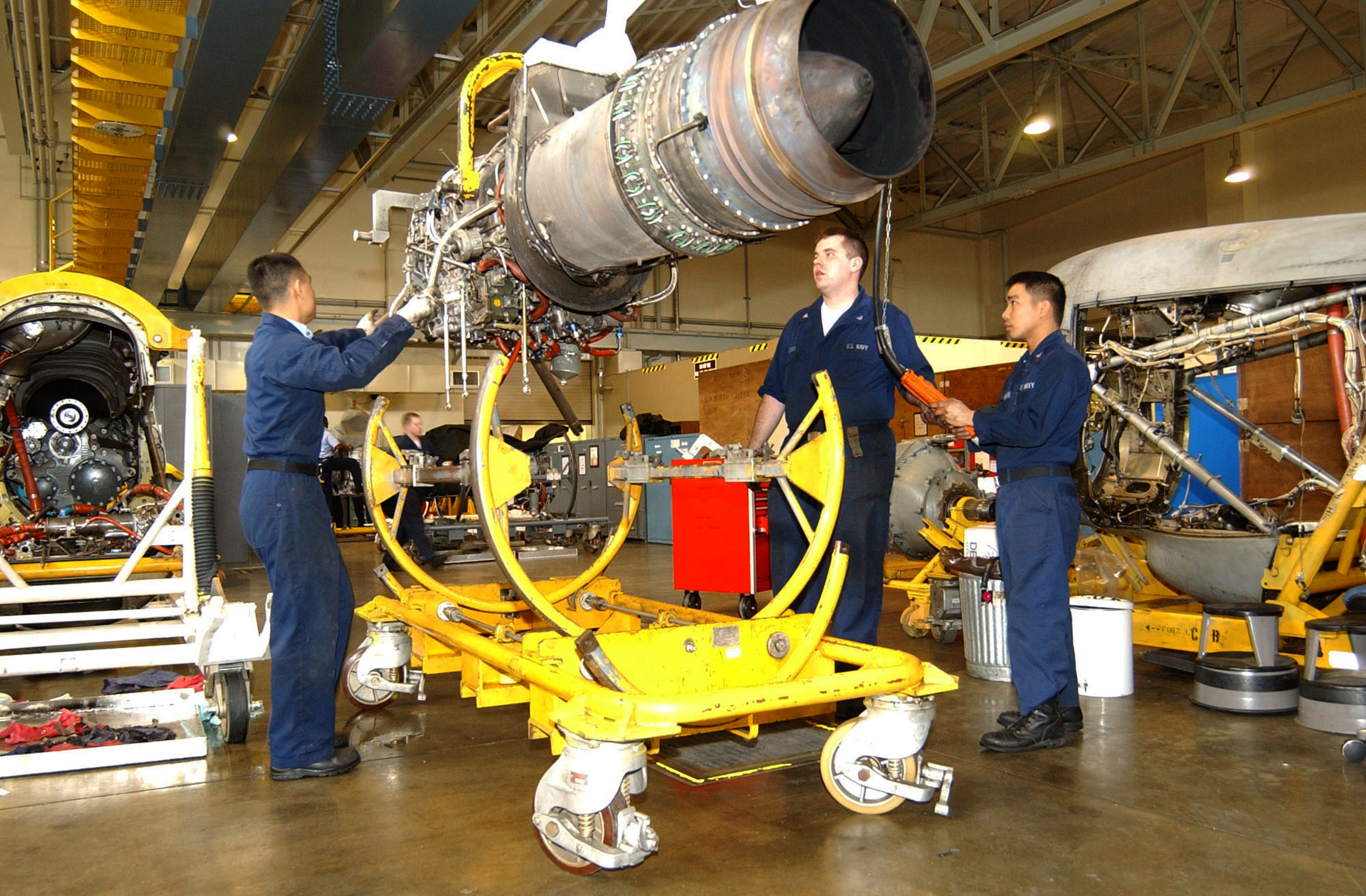
Un T56 sbarcato da un Lockheed P-3 Orion.

Serie III.V (3.5 - aggiornamento della terza serie con migliori doti di efficienza ed affidabilità)
T56-A-14+, LFE
T56-A-15+, LFE
T56-A-16+
T56-A-425+
Serie IV
T56-A-427
T56-A-427A

## Velivoli utilizzatori

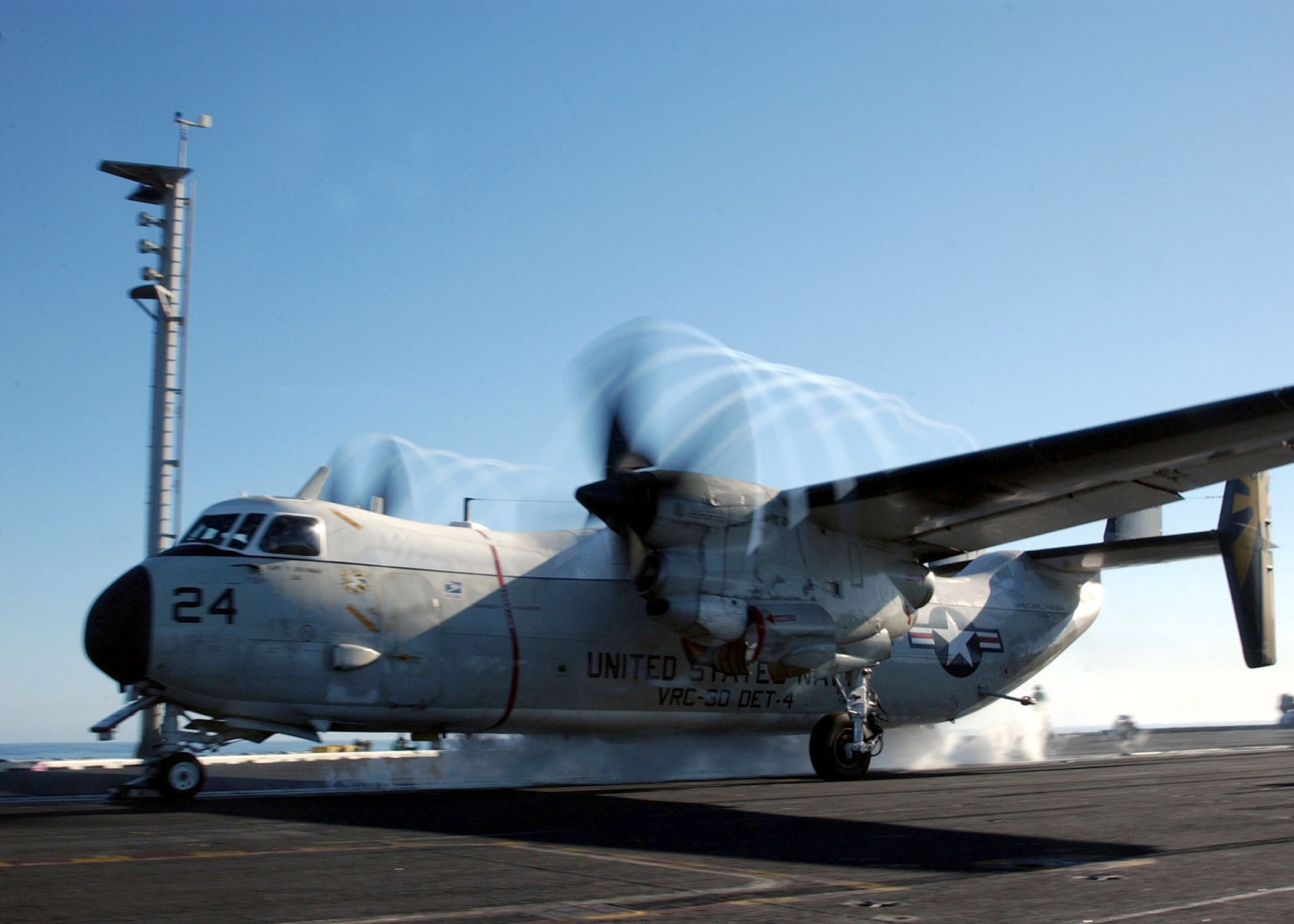
Un Grumman C-2 Greyhound lanciato da una catapulta sulla portaerei USS Carl Vinson.

### Civili
Stati Uniti
- Convair CV-580 e Convair CV-5800
- Lockheed L100 Hercules
- Lockheed L-188 Electra
- Aero Spacelines Super Guppy

### Militari
Stati Uniti
- Lockheed Martin C-130A-H, R, e T Hercules
- Lockheed P-3 Orion
- Grumman E-2 Hawkeye
- Grumman C-2 Greyhound